# Cassipourea
Cassipourea es un género de árboles tropicales con 101 especies pertenecientes a la familia Rhizophoraceae.

## Taxonomía
Cassipourea fue descrito por Jean Baptiste Christophore Fusée Aublet y publicado en Histoire des Plantes de la Guiane Françoise 1: 528, en el año 1775. La especie tipo es: Cassipourea guianensis Aubl. 

## Especies seleccionadas
- Cassipourea abyssinica
- Cassipourea acuminata
- Cassipourea adamauensis
- Cassipourea adami
- Cassipourea africana
- Cassipourea afzelii
- Cassipourea alba
- Cassipourea annobonensis
- Cassipourea avettae
- Cassipourea belizensis
- Cassipourea brittoniana
- Cassipourea broadwayi
- Cassipourea elliptica
- Cassipourea willipii